# 黑鰭絨鮋
黑鰭絨鮋為輻鰭魚綱鮋形目鮋亞目絨皮鮋科的其中一種，為熱帶海水魚，分布於印度西太平洋區印尼及澳洲西北部海域，棲息深度48-152公尺，體長可達6.1公分，棲息在大陸棚及大陸坡底層水域，生活習性不明。